# Prix du Prince d'Orange
Groupe III
Le Prix du Prince d'Orange est une course hippique de galop labellisée groupe III se déroulant annuellement sur l'hippodrome de Longchamp. L'épreuve est réservée aux pouliches et poulains de trois ans, et se dispute sur une distance de 2000 mètres,.

## Histoire
Le premier Prix du Prince d'Orange est disputé en 1882, et est alors ouvert aux chevaux de trois ans et plus sur une distance de 2400 mètres. En 1963, la distance de la course est abaissée à 2200 mètres, puis à 2000 mètres en 1972" La course est restreinte aux seuls trois ans en 1994" L'épreuve, disputée début septembre a été utilisée comme une course préparatoire au Prix de l'Arc de Triomphe à cinq reprises.

## Palmarès
| Année | Vainqueur         | Pays        | Père               | Jockey               | Entraîneur            | Propriétaire                              | Temps   |
| ----- | ----------------- | ----------- | ------------------ | -------------------- | --------------------- | ----------------------------------------- | ------- |
| 2021  | Saiydabad         | France      | Blame              | Christophe Soumillon | Jean-Claude Rouget    | S.A. Aga Khan                             | 2'08"49 |
| 2020  | Chachnak          | France      | Kingman            | Mickaël Barzalona    | Fabrice Vermeulen     | Écuries la Vallée Martigny & des Mouettes | 2'06"09 |
| 2019  | Soudania          | France      | Sea The Stars      | Aurélien Lemaitre    | Freddy Head           | Wertheimer et Frère                       | 2'05"13 |
| 2018  | Ghaiyyath         | Royaume-Uni | Dubawi             | William Buick        | Charlie Appleby       | Godolphin                                 | 2'08"71 |
| 2017  | Recoletos         | France      | Whipper            | Olivier Peslier      | Carlos Laffon-Parias  | Sarl Darpat France                        | 2'14"30 |
| 2016  | Sky Kingdom       | Royaume-Uni | Montjeu            | Gérald Mossé         | William Haggas        | Paul Makin                                | 2'10"84 |
| 2015  | Karaktar          | France      | High Chaparral     | Christophe Soumillon | Alain de Royer-Dupré  | S.A. Aga Khan                             | 2'13.35 |
| 2014  | Free Port Lux     | France      | Oasis Dream        | Mickaël Barzalona    | Freddy Head           | Olivier Thomas                            | 2'12"67 |
| 2013  | Intello           | France      | Galileo            | Olivier Peslier      | André Fabre           | Wertheimer et Frère                       | 2'12"23 |
| 2012  | Starboard         | Royaume-Uni | Zamindar           | Christophe Soumillon | John Gosden           | Khalid Abdullah                           | 2'16"70 |
| 2011  | Casamento         | Royaume-Uni | Shamardal          | Mickaël Barzalona    | Mahmood Al Zarooni    | Godolphin                                 | 2'06"70 |
| 2010  | Prince Bishop     | France      | Dubawi             | Maxime Guyon         | André Fabre           | Godolphin                                 | 2'09"60 |
| 2009  | Cirrus des Aigles | France      | Even Top           | Franck Blondel       | Corine Barande-Barbe  | Jean-Claude Dupouy                        | 2'06"30 |
| 2008  | Never on Sunday   | France      | Sunday Break       | Christophe Lemaire   | Jean-Claude Rouget    | Daniel-Yves Trèves                        | 2'06"30 |
| 2007  | Literato          | France      | Kendor             | Christophe Lemaire   | Jean-Claude Rouget    | Hervé Morin                               | 2'07"30 |
| 2006  | Best Name         | France      | King's Best        | Christophe Lemaire   | Robert Collet         | Paul Vidal                                | 2'14"10 |
| 2005  | Corre Caminos     | France      | Montjeu            | Thierry Jarnet       | Mikel Delzangles      | Marquise de Moratalla                     | 2'07"80 |
| 2004  | Delfos            | France      | Green Tune         | Miguel Blancpain     | Carlos Laffon-Parias  | Leonidas Marinopoulos                     | 2'09"40 |
| 2003  | Weightless        | France      | In The Wings       | Thierry Thulliez     | Pascal Bary           | Khalid Abdullah                           | 2'05"90 |
| 2002  | Tau Ceti          | France      | Hernando           | Thierry Jarnet       | John Hammond          | Famille Niarchos                          | 2'13.00 |
| 2001  | Equerry           | Royaume-Uni | St. Jovite         | Jamie Spencer        | Saeed bin Suroor      | Godolphin                                 | 2'10"40 |
| 2000  | Hightori          | France      | Vettori            | Gérald Mossé         | Philippe Demercastel  | Ecurie Bader                              | 2'11"00 |
| 1999  | State Shinto      | France      | Pleasant Colony    | Thierry Jarnet       | André Fabre           | Godolphin                                 | 2'12"50 |
| 1998  | Quel Senor        | France      | Tel Quel           | Gérald Mossé         | François Doumen       | John Martin                               | 2'11"60 |
| 1997  | Loup Sauvage      | France      | Riverman           | Olivier Peslier      | André Fabre           | Écurie Wildenstein                        | 2'14"00 |
| 1996  | Baroud d'Honneur  | France      | Highest Honor      | Franck Blondel       | Jean-François Bernard | Axelle Nègre                              | 2'17"50 |
| 1995  | Tamure            | Royaume-Uni | Sadler's Wells     | Frankie Dettori      | John Gosden           | Godolphin                                 | 2'25"90 |
| 1994  | Millkom           | France      | Cyrano de Bergerac | Jean-René Dubosc     | Jean-Claude Rouget    | Jean-Claude Gour                          | 2'12"30 |
| 1993  | Apple Tree        | France      | Bikala             | Thierry Jarnet       | André Fabre           | Paul de Moussac                           | 2'14"80 |
| 1992  | Arcangues         | France      | Sagace             | Thierry Jarnet       | André Fabre           | Daniel Wildenstein                        | 2'07"50 |
| 1991  | Passing Sale      | France      | No Pass No Sale    | David Bouland        | Bernard Sécly         | André Boutboul                            | 2'10"50 |
| 1990  | Saumarez          | France      | Rainbow Quest      | Gérald Mossé         | Nicolas Clément       | Bruce McNall                              | 2'11"50 |
| 1989  | In The Wings      | France      | Sadler's Wells     | Cash Asmussen        | André Fabre           | Cheikh Mohammed                           | 2'12"50 |
| 1988  | Triptych          | France      | Riverman           | Freddy Head          | Patrick Biancone      | Peter Brant                               | 2'04"90 |
| 1987  | Groom Dancer      | France      | Blushing Groom     | Dominique Bœuf       | Tony Clout            | Marvin Warner                             | 2'16"70 |
| 1986  | Fitnah            | France      | Kris               | Gary W. Moore        | Criquette Head        | Miss H. Al Maktoum                        |         |
| 1985  | Cariellor         | France      | Fabulous Dancer    | Lester Piggott       | André Fabre           | Suzy Volterra                             |         |
| 1985  | Romildo           | France      | Busted             | Cash Asmussen        | François Boutin       | Gerry Oldham                              |         |
| 1984  | Lovely Dancer     | France      | Green Dancer       | Alain Lequeux        | Olivier Douieb        | Jacki Clérico                             |         |
| 1983  | Lovely Dancer     | France      | Green Dancer       | Freddy Head          | Olivier Douieb        | Jacki Clérico                             |         |
| 1982  | General Holme     | France      | Noholme            | Alain Lequeux        | Olivier Douieb        | Khalid Abdullah                           |         |
| 1981  | Vayrann           | France      | Brigadier Gérard   | Yves Saint-Martin    | François Mathet       | S.A. Aga Khan                             |         |
| 1980  | Dunette           | France      | Hard to Beat       | Georges Doleuze      | E. Chevalier du Fau   | Madame Harry Love                         |         |
| 1979  | Rusticaro         | Royaume-Uni | Caro               | Yves Saint-Martin    | Richard Carver Jr.    | Brendan Kelly                             |         |
| 1978  | Alleged           | Royaume-Uni | Hoist The Flag     | Lester Piggott       | Vincent O'Brien       | Robert Sangster                           | 2'02"30 |
| 1977  | Carwhite          | France      | Caro               | Freddy Head          | Alec Head             | Wertheimer & Frère                        |         |
| 1976  | Ivanjica          | France      | Sir Ivor           | Freddy Head          | Alec Head             | Wertheimer & Frère                        |         |